# Константинешти (Олт)
Константинешти (рум. Constantinești) насеље је у Румунији у округу Олт у општини Скорничешти. Oпштина се налази на надморској висини од 223 m.

## Становништво
Према подацима из 2002. године у насељу је живело 591 становника, од којих су сви румунске националности.